# جاكي مونارون
جاكي مونارون ، 8 سبتمبر 1956 ، لاعب كرة قدم بلجيكي سابق.
لعب مع منتخب بلجيكا لكرة القدم.

## روابط خارجية
- جاكي مونارون على موقع الاتحاد الدولي (مؤرشف)  (الإنجليزية)
- جاكي مونارون على موقع الاتحاد الأوربي (الإنجليزية)
- جاكي مونارون على موقع الاتحاد البلجيكي (الإنجليزية)
- جاكي مونارون على موقع قاعدة بيانات كرة القدم.إي يو (الإنجليزية)
- جاكي مونارون على موقع ناشيونال فوتبول تيمز (الإنجليزية)
- جاكي مونارون على موقع Soccerway.com (الإنجليزية)
- جاكي مونارون على موقع عالم كرة القدم.نت (الإنجليزية)